# Kirsten
| Drenge- | Drenge-   | Pige- | Pige-    | Efter- | Efter-      |
| ------- | --------- | ----- | -------- | ------ | ----------- |
| 1       | Peter     | 1     | Anne     | 1      | Nielsen     |
| 2       | Michael   | 2     | Mette    | 2      | Jensen      |
| 3       | Lars      | 3     | Kirsten  | 3      | Hansen      |
| 4       | Jens      | 4     | Hanne    | 4      | Andersen    |
| 5       | Thomas    | 5     | Anna     | 5      | Pedersen    |
| 6       | Henrik    | 6     | Helle    | 6      | Christensen |
| 7       | Søren     | 7     | Maria    | 7      | Larsen      |
| 8       | Christian | 8     | Susanne  | 8      | Sørensen    |
| 9       | Martin    | 9     | Lene     | 9      | Rasmussen   |
| 10      | Jan       | 10    | Marianne | 10     | Jørgensen   |

Kirsten er et pigenavn, der er opstået som en kortere form for Kirstine. Navnet var tidligere et af de mest almindelige i Danmark; således var det det mest almindelige pigenavn i 1996, hvor 53.442 danskere bar navnet. Det er dog dalet lidt de seneste år, men stadig er der omkring 45.000 danskere med navnet. 
Varianten Kerstin er et lån fra svensk, der også forekommer i Danmark.
Navnet forekommer i udlandet undertiden som efternavn.

## Kendte personer med navnet

### Fornavn
- Kirsten Auken, dansk overlæge og forkæmper for seksualoplysning.
- Kirsten Bang, dansk forfatter.
- Kirsten Brosbøl, dansk folketingsmedlem.
- Kirsten Bundgaard, dansk balletdanser.
- Kirsten Cenius, dansk skuespiller.
- Kirsten Dunst, amerikansk skuespiller.
- Kerstin Ekman, svensk forfatter.
- Kirsten Flagstad, norsk operasanger.
- Kirsten Hammann, dansk forfatter og instruktør.
- Kirsten Hansen-Møller, dansk skuespiller.
- Kirsten Holst, dansk forfatter.
- Kirsten Hüttemeier, dansk kogebogsforfatter.
- Kirsten Høm, dansk maler.
- Kirsten Jacobsen, dansk folketingsmedlem.
- Kirsten Larsen, dansk badmintonspiller.
- Kirsten Lehfeldt, dansk skuespiller.
- Kirsten Munk, dansk grevinde og Christian 4.'s hustru "til venstre hånd".
- Kirsten Norholt, dansk skuespiller.
- Kirsten Olesen, dansk skuespiller.
- Kirsten Passer, dansk skuespiller.
- Kirsten Peüliche, dansk skuespiller.
- Kirsten Ralov, dansk balletdanser og balletmester.
- Kirsten Rolffes, dansk skuespiller.
- Kirsten Siggaard, dansk sanger og skuespiller.
- Kyrsten Sinema, amerikansk politiker.
- Kirsten Søberg, dansk skuespiller.
- Kirsten Thorup, dansk forfatter.
- Kirsten Vaupel, dansk sanger.
- Kirsten Walther, dansk skuespiller.
- Liden Kirsten, Valdemar Den Stores lillesøster

### Efternavn
- Ulf Kirsten, tysk fodboldspiller.

## Navnet anvendt i fiktion
- Prins Buris og Liden Kirsten er en dansk folkevise.
- Kirsten Birgit Schiøtz Kretz Hørsholm, dansk (fiktiv) seniorkorrespondent.

## Andre anvendelser
- Kirsten Piils Kilde er en kilde i Dyrehaven ved Jægersborg.